# Grand Prix Bahrajnu 2022
Grand Prix Bahrajnu 2022 (oficiálně Formula 1 Gulf Air Bahrain Grand Prix 2022) se jela na okruhu Bahrain International Circuit v Sachíru v Bahrajnu dne 20. března 2022. Závod byl prvním v pořadí v sezóně 2022 šampionátu Formule 1.
Po celý závodní víkend nahradil Sebastiana Vettela, jenž byl pozitivní na covid-19, rezervní jezdec Aston Martinu Nico Hülkenberg.
V závodě debutoval první čínský jezdec Formule 1 Čou Kuan-jü.

## Pneumatiky
Dodavatel pneumatik Pirelli pro tento závod dodal pneumatiky s označením C1, C2 a C3 (hard, medium a soft)

## Tréninky
Před kvalifikací se konaly tři volné tréninky, první dva v pátek 18. března v 15:00 a 18:00 místního času, třetí volný trénink v sobotu 19. března v 15:00. První trénink ovládl Pierre Gasly na nejměkčích pneumatikách (soft). V posledních dvou trénincích byl nejrychlejší Max Verstappen.

## Kvalifikace
Kvalifikace trvala jednu hodinu a začala 19. března v 18:00 místního času. Kevin Magnussen dostal vůz Haas do Q3 poprvé od Grand Prix Brazílie 2019. Pole position získal Charles Leclerc na Ferrari, druhý nejrychlejší byl Verstappen a třetí Carlos Sainz Jr.
| Poř.                       | No. | Jezdec           | Konstruktér                  | Časy v kvalifikaci | Časy v kvalifikaci | Časy v kvalifikaci | Pořadí na startu |
| Poř.                       | No. | Jezdec           | Konstruktér                  | Q1                 | Q2                 | Q3                 | Pořadí na startu |
| -------------------------- | --- | ---------------- | ---------------------------- | ------------------ | ------------------ | ------------------ | ---------------- |
| 1                          | 16  | Charles Leclerc  | Ferrari                      | 1:31.471           | 1:30.932           | 1:30.558           | 1                |
| 2                          | 1   | Max Verstappen   | Red Bull Racing-RBPT         | 1:31.785           | 1:30.757           | 1:30.681           | 2                |
| 3                          | 55  | Carlos Sainz Jr. | Ferrari                      | 1:31.567           | 1:30.787           | 1:30.687           | 3                |
| 4                          | 11  | Sergio Pérez     | Red Bull Racing-RBPT         | 1:32.311           | 1:31.008           | 1:30.921           | 4                |
| 5                          | 44  | Lewis Hamilton   | Mercedes                     | 1:32.285           | 1:31.048           | 1:31.238           | 5                |
| 6                          | 77  | Valtteri Bottas  | Alfa Romeo-Ferrari           | 1:31.919           | 1:31.717           | 1:31.560           | 6                |
| 7                          | 20  | Kevin Magnussen  | Haas-Ferrari                 | 1:31.955           | 1:31.461           | 1:31.808           | 7                |
| 8                          | 14  | Fernando Alonso  | Alpine-Renault               | 1:32.346           | 1:31.621           | 1:32.195           | 8                |
| 9                          | 63  | George Russell   | Mercedes                     | 1:32.269           | 1:31.252           | 1:32.216           | 9                |
| 10                         | 10  | Pierre Gasly     | AlphaTauri-RBPT              | 1:32.096           | 1:31.635           | 1:32.338           | 10               |
| 11                         | 31  | Esteban Ocon     | Alpine-Renault               | 1:32.041           | 1:31.782           |                    | 11               |
| 12                         | 47  | Mick Schumacher  | Haas-Ferrari                 | 1:32.380           | 1:31.998           |                    | 12               |
| 13                         | 4   | Lando Norris     | McLaren-Mercedes             | 1:32.239           | 1:32.008           |                    | 13               |
| 14                         | 23  | Alexander Albon  | Williams-Mercedes            | 1:32.726           | 1:32.664           |                    | 14               |
| 15                         | 24  | Čou Kuan-jü      | Alfa Romeo-Ferrari           | 1:32.493           | 1:33.543           |                    | 15               |
| 16                         | 22  | Júki Cunoda      | AlphaTauri-RBPT              | 1:32.750           |                    |                    | 16               |
| 17                         | 27  | Nico Hülkenberg  | Aston Martin Aramco-Mercedes | 1:32.777           |                    |                    | 17               |
| 18                         | 3   | Daniel Ricciardo | McLaren-Mercedes             | 1:32.945           |                    |                    | 18               |
| 19                         | 18  | Lance Stroll     | Aston Martin Aramco-Mercedes | 1:33.032           |                    |                    | 19               |
| 20                         | 6   | Nicholas Latifi  | Williams-Mercedes            | 1:33.634           |                    |                    | 20               |
| 107% času vítěze: 1:37.873 |     |                  |                              |                    |                    |                    |                  |
| Zdroj:                     |     |                  |                              |                    |                    |                    |                  |

## Závod
Závod byl odstartován v 18:00 místního času 20. března, start závodu proběhl bez větších incidentů, kromě kolize Estebana Ocona a Micka Schumachera za kterou dostal Ocon pět vteřin penalizace. Start se nevydařil Valtterimu Bottasovi, který na startu ztratil osm pozic, nejlépe neodstartoval také Norris, který ztratil po prvním kole čtyři pozice a Ricciardo, který byl poslední.
Jako první zajeli do boxů Hamilton a Alonso, Hamilton nazul nejtvrdší pneu a Alonso pneu s označením Medium, Hamilton se na nejtvrdších pneumatikách trápil, a v první zatáčce ho předjel nováček Čou, později ho ale předjel zpátky. V 16. kole zajel do boxů z prvního místa Leclerc, a nazul druhou sadu nejměkčích pneumatik, o kolo později nazul stejné pneumatiky Verstappen, který vyjel za Leclercem, a podařilo se mu stáhnout veškerý náskok, který si Leclerc vytvořil, další 3 kola si Leclerc a Verstappen vyměňovali na rovinkách pozice až do 20. kola, kde Verstappen při předjíždění Leclerca probrzdil, a ztratil tempo, mezitím si Hamilton stále stěžoval na své pneumatiky.
Leclerc si začal budovat náskok, a ve 31. kole zamířil Verstappen do boxů, Leclerc jeho strategii okopíroval, a zamířil do boxů o kolo později, oba nazuli pneumatiky Medium. Po pitstopech měl Leclerc na Verstappena náskok přibližně jedné vteřiny, poté si Verstappen začal stěžovat na to, že musel v "out-lapu" pneumatiky šetřit, a kvůli tomu je až za Leclercem, ten si zase začal tvořit náskok, ve 44. kole přišel překvapivý pitstop od Verstappena, který zajel do boxů a nazul nejměkčí pneu, to samé udělal o kolo později Sainz a Hamilton. O dvě kola později začal vůz Pierra Gaslyho hořet, a na trať vyjel Safety Car, toho využil Leclerc, který jako jediný ještě nebyl po třetí v boxech, a nazul nejměkčí pneu, již před vyjetím safety caru si Verstappen stěžoval na řízení a problémy s vozem, do vysílačky dostal odpověď že nejde o problémy se spolehlivostí, na konci 50. kola zajel Safety Car do boxů a začalo se znovu závodit, Verstappen čtyři kola odolával Sainzovi, avšak na konci 54. kola ztratil výkon a musel vůz odstavit v boxech, o kolo později si druhý jezdec Red Bullu, Sergio Pérez stěžoval na ztrátu výkonu, a v nájezdu do první zatáčky v posledním kole jeho vůz selhal. Závod vyhrál Leclerc, druhý dojel Sainz a třetí Hamilton, nováček Čou Kuan-jü dojel desátý a získal jeden bod, Magnussen dojel pátý čímž získal pro Haas první body od Grand Prix Eifelu 2020.
| Poř.                                                                | No. | Jezdec           | Konstruktér                  | Počet kol | Čas/Odstoupení | Pořadí na startu | Body |
| ------------------------------------------------------------------- | --- | ---------------- | ---------------------------- | --------- | -------------- | ---------------- | ---- |
| 1                                                                   | 16  | Charles Leclerc  | Ferrari                      | 57        | 1:37:33.584    | 1                | 26   |
| 2                                                                   | 55  | Carlos Sainz Jr. | Ferrari                      | 57        | +5.598         | 3                | 18   |
| 3                                                                   | 44  | Lewis Hamilton   | Mercedes                     | 57        | +9.675         | 5                | 15   |
| 4                                                                   | 63  | George Russell   | Mercedes                     | 57        | +11.211        | 9                | 12   |
| 5                                                                   | 20  | Kevin Magnussen  | Haas-Ferrari                 | 57        | +14.754        | 7                | 10   |
| 6                                                                   | 77  | Valtteri Bottas  | Alfa Romeo-Ferrari           | 57        | +16.119        | 6                | 8    |
| 7                                                                   | 31  | Esteban Ocon     | Alpine-Renault               | 57        | +19.423        | 11               | 6    |
| 8                                                                   | 22  | Júki Cunoda      | AlphaTauri-RBPT              | 57        | +20.386        | 16               | 4    |
| 9                                                                   | 14  | Fernando Alonso  | Alpine-Renault               | 57        | +22.390        | 8                | 2    |
| 10                                                                  | 24  | Čou Kuan-jü      | Alfa Romeo-Ferrari           | 57        | +23.064        | 15               | 1    |
| 11                                                                  | 47  | Mick Schumacher  | Haas-Ferrari                 | 57        | +32.574        | 12               |      |
| 12                                                                  | 18  | Lance Stroll     | Aston Martin-Aramco-Mercedes | 57        | +45.873        | 19               |      |
| 13                                                                  | 23  | Alexander Albon  | Williams-Mercedes            | 57        | +53.932        | 14               |      |
| 14                                                                  | 3   | Daniel Ricciardo | McLaren-Mercedes             | 57        | +54.975        | 18               |      |
| 15                                                                  | 4   | Lando Norris     | McLaren-Mercedes             | 57        | +56.335        | 13               |      |
| 16                                                                  | 6   | Nicholas Latifi  | Williams-Mercedes            | 57        | +1:01.795      | 20               |      |
| 17                                                                  | 27  | Nico Hülkenberg  | Aston Martin-Aramco-Mercedes | 57        | +1:03.829      | 17               |      |
| 18                                                                  | 11  | Sergio Pérez     | Red Bull Racing-RBPT         | 56        | Ztráta výkonu  | 4                |      |
| 19                                                                  | 1   | Max Verstappen   | Red Bull Racing-RBPT         | 54        | Ztráta výkonu  | 2                |      |
| Ret                                                                 | 10  | Pierre Gasly     | AlphaTauri-RBPT              | 44        | Požár          | 10               |      |
| Nejrychlejší kolo: Charles Leclerc (Ferrari) – 1:34.570 (v kole 51) |     |                  |                              |           |                |                  |      |
| Zdroj:                                                              |     |                  |                              |           |                |                  |      |

Poznámky
1. ↑  Charles Leclerc získal jeden bod za zajetí nejrychlejšího kola.
2. 1 2  Max Verstappen a Sergio Pérez odstoupili ze závodu, ale byli klasifikováni, protože odjeli více než 90 % délky závodu.

## Průběžné pořadí po závodě
Pohár jezdců
|        | Pořadí | Jezdec           | Body |
| ------ | ------ | ---------------- | ---- |
|        | 1      | Charles Leclerc  | 26   |
|        | 2      | Carlos Sainz Jr. | 18   |
|        | 3      | Lewis Hamilton   | 15   |
|        | 4      | George Russell   | 12   |
|        | 5      | Kevin Magnussen  | 10   |
| Zdroj: |        |                  |      |

Pohár konstruktérů
|        | Pořadí | Konstruktér        | Body |
| ------ | ------ | ------------------ | ---- |
|        | 1      | Ferrari            | 44   |
|        | 2      | Mercedes           | 27   |
|        | 3      | Haas-Ferrari       | 10   |
|        | 4      | Alfa Romeo-Ferrari | 9    |
|        | 5      | Alpine-Renault     | 8    |
| Zdroj: |        |                    |      |